# Одесский театр оперы и балета
Одесский национальный академический театр оперы и балета (укр. Одеський національний академічний театр опери та балету) — первый театр в Одессе по времени постройки, значению и известности, один из крупнейших театров Украины.
Первое здание было открыто в 1810 и сгорело в 1873 году. Современное здание построено в 1887 году архитекторами Фельнером и Гельмером в стиле нового венского барокко. Интерьер зрительного зала стилизован под архитектуру позднего французского рококо. Уникальная акустика подковообразного зала позволяет доносить даже шёпот со сцены в любой уголок зала. Полная реставрация здания театра была завершена в 2007 году.
В театре дирижировали П. И. Чайковский, Н. А. Римский-Корсаков, С. В. Рахманинов, пели Фёдор Шаляпин, Саломея Крушельницкая, Леонид Собинов, танцевали Анна Павлова и Айседора Дункан. Александр Пушкин упоминает Одесский театр в романе «Евгений Онегин». Журнал «Forbes» включил одесский театр в список самых необыкновенных достопримечательностей Восточной Европы.

## История театра

### Первый театр

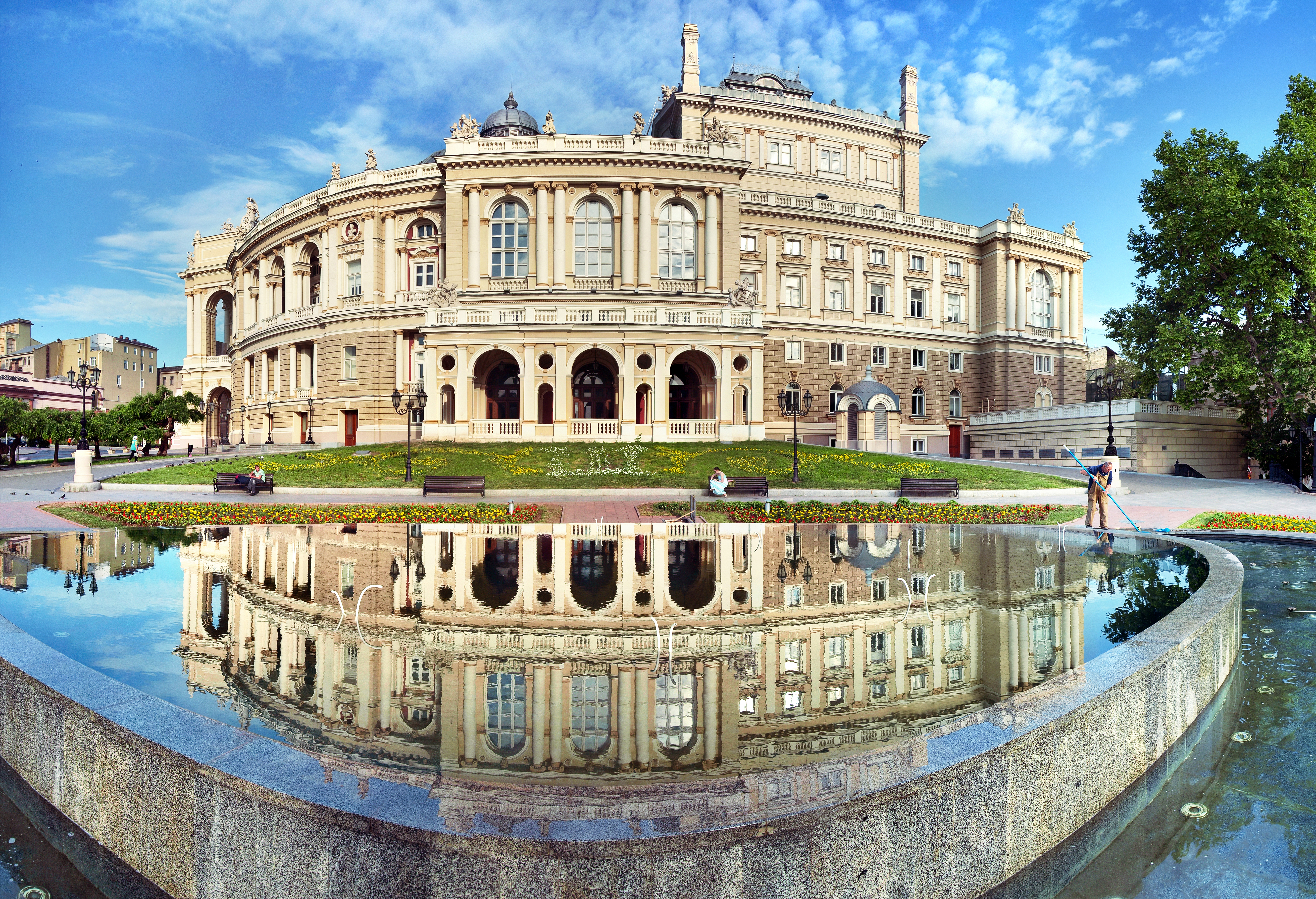
Панорама со стороны парка

Театральная Одесса ведёт свою историю практически с момента основания города. Театр оперы и балета по праву можно назвать старейшиной среди целого ряда его культурных учреждений. Одесса получила право строить театр в 1804 году (став третьим городом с театром в Российской империи), а в 1809 году он был уже возведён. Автором этого проекта был французский архитектор Тома де Томон, автор ряда зданий в Петербурге.
10 февраля 1810 года состоялось торжественное открытие. Первым представлением были одноактная опера Фрелиха «Новое Семейство» и водевиль «Утешенная вдова» русской труппы П. Фортунатова.
Здание располагалось несколько выше современного театра, ближе к скверу Пале-Рояль, и воспринималось как памятник молодому городу. Архитектура здания была выдержана в классическом стиле, с портиком коринфского ордера и фронтоном, обращённым к зданию тогдашнего английского клуба (ныне Музей Морского флота Украины). Театр вмещал 800 зрителей, по примеру старых итальянских театров 17 лож располагались на трёх ярусах, в партере было всего 44 кресла. Ещё 700 зрителей наблюдали за постановками, стоя в партере.
Для исправления недостатков здания театра производились неоднократные перестройки: в 1820—1822, 1831—1833, 1836, 1857 и 1872 годах. В результате этих перестроек по оси колонн появилась каменная стена, что позволило увеличить пространство фойе. Со стороны Ришельевской улицы был пристроен одноэтажный каменный вестибюль.
Работы по последней переделке здания окончились 31 декабря 1872 года, а в ночь на 2 января 1873 театр полностью сгорел из-за возгорания газового рожка, освещающего часы в ночное время. В театре ночевали люди, но никто из них не пострадал.

### Современное здание

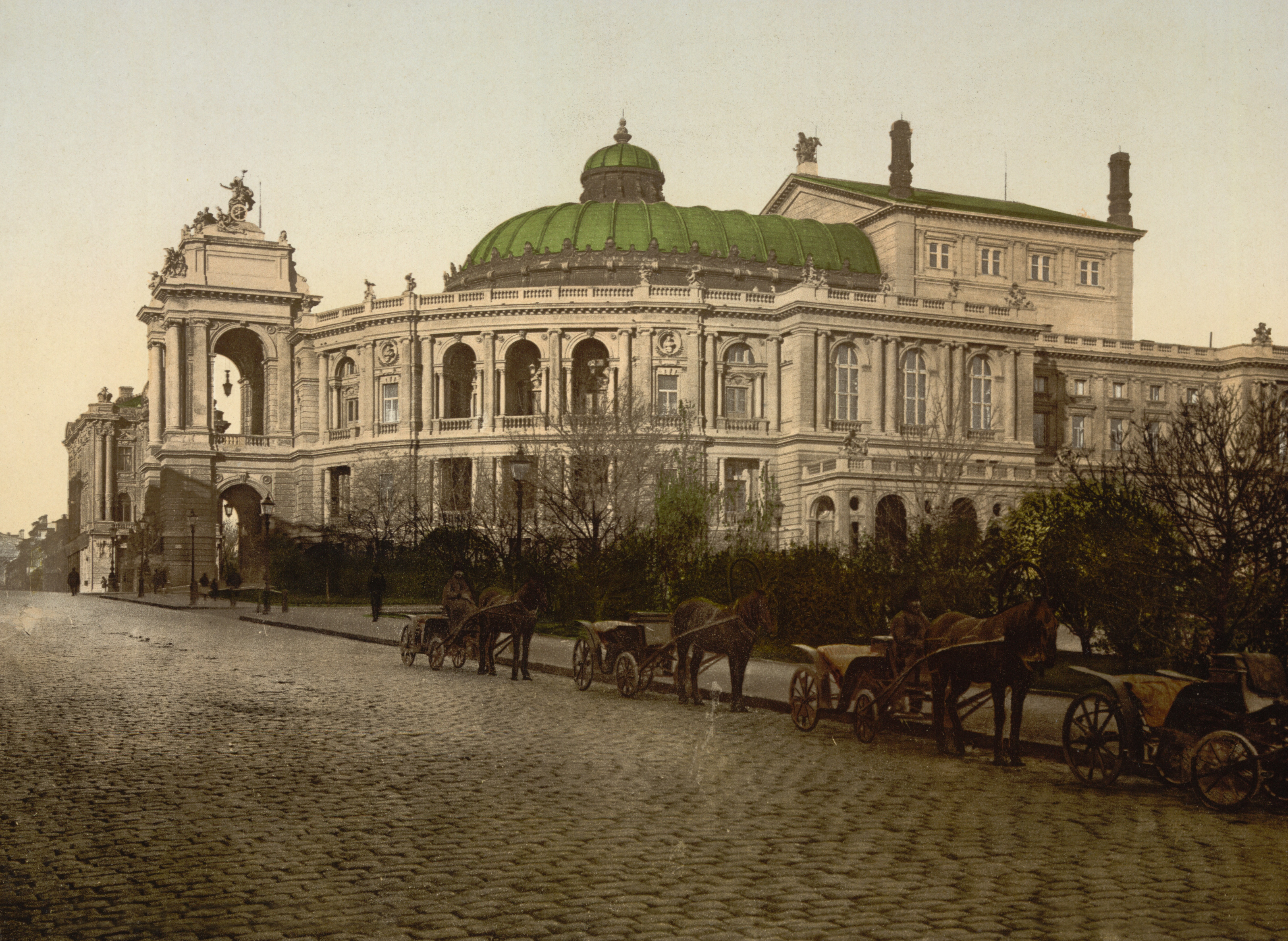
Оперный театр в 1896 году. Фотохром Петра Павлова

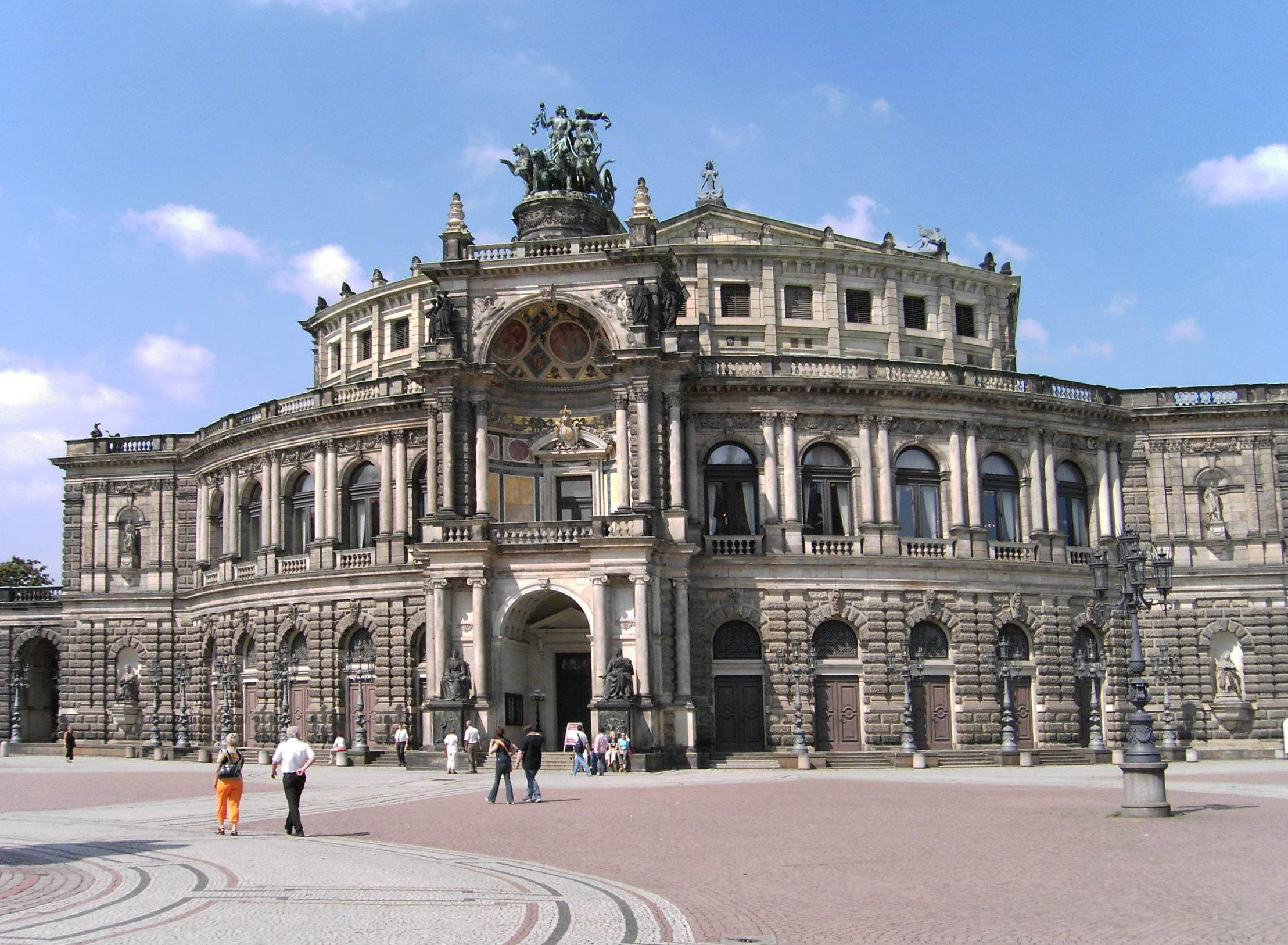
Прототип одесского оперного театра — Дрезденская Опера архитектора Готфрида Земпера

Создать проект нового городского театра было предложено венским архитекторам Фердинанду Фельнеру (нем. Ferdinand Fellner) и Герману Гельмеру (нем. Herman Helmer), по проектам которых были построены театры во многих городах Австро-Венгрии (Вене, Зальцбурге, Загребе и др.) Проект был готов в 1882 году. Образцом послужила возведённая четырьмя годами раньше Дрезденская Опера архитектора Готфрида Земпера, с нетрадиционной формой фойе, повторявшего изгиб зрительного зала. Прошло почти одиннадцать лет с момента пожара до закладки первого камня в основание здания нового театра. Работы велись подрядным способом из местных строительных материалов (в основном, популярного одесского известняка — ракушечника). Новый театр открылся 1 октября 1887 года.
В марте 1925 года возник пожар, в результате которого полностью сгорела сцена и пострадал зал. В сжатые сроки театр был восстановлен и уже через год возобновил спектакли. Сцена получила новое техническое оборудование, были установлены два железобетонных занавеса, отсекающие при необходимости сцену от зрительного зала и служебных помещений.
Во время Великой Отечественной войны фашисты планировали взорвать здание театра при отступлении, но, к счастью, этого не произошло. Как свидетельствует надпись на мемориальной доске, именно на балконе театра 10 апреля 1944 года было поднято знамя освобождения города Одессы от гитлеровских захватчиков.
В 1926 году театру было присвоено звание «Академический». 31 августа 2007 года указом президента Украины № 807/2007 Одесскому академическому театру оперы и балета присвоен статус «Национального».

## Архитектура театра

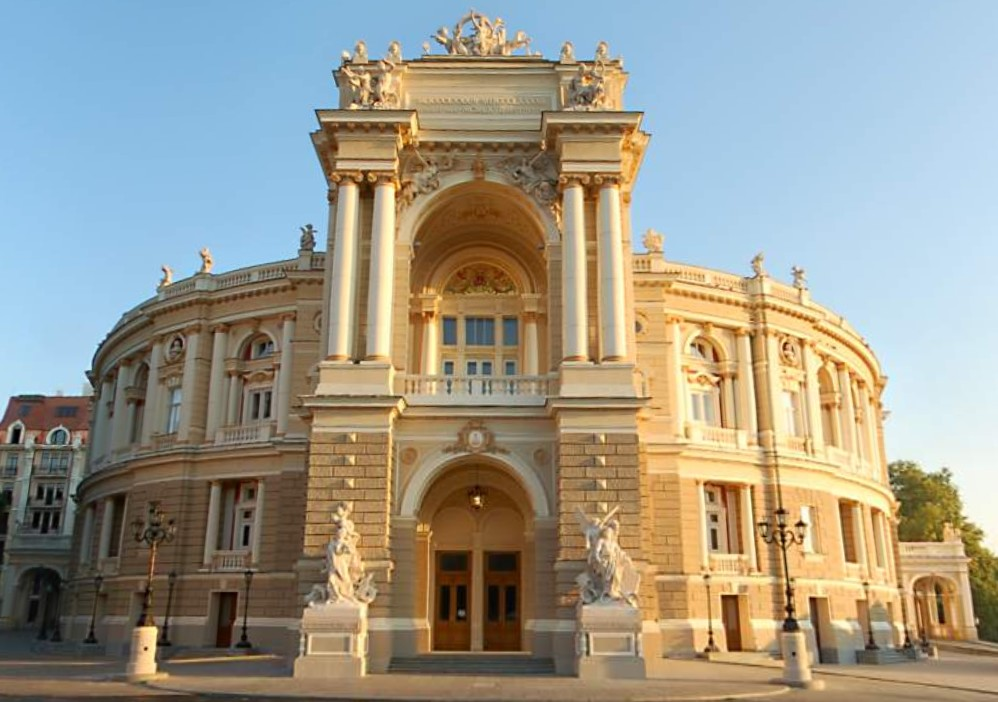
Главный портик Одесской Оперы

Одесский оперный театр знаменит прежде всего своей архитектурой, а по своей планировке и по техническим данным не уступает лучшим в Европе.
Здание театра в своё время считалось одним из лучших в мире и остаётся главной достопримечательностью города.
В плане оно состоит из подковообразного зрительного зала с охватывающими его галереями, фойе и прямоугольной сценической частью с подсобными помещениями. По продольной оси здания — двухъярусный с высоким аттиком портал главного входа, по поперечной — трёхаркадные галереи боковых входов. Планировка радиальная — из центра по радиусам в разных направлениях проложены проходы, ведущие к выходу. Лестницы, непосредственно ведущие к театральному выходу, также имеют ярусы. Перекрыто здание системой металлических ферм, покрытие цинковое. Покрытие зрительного зала напоминает поверхность части эллипсоида, отсечённого плоскостями по горизонтальным и вертикальным осям симметрии, оно увенчано круглым фонарём с куполом, завершённым невысоким шпилем.

### Внешний вид

Схема условного деления здания на этажи

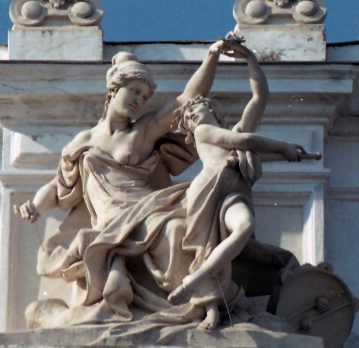
Терпсихора с девочкой

Здание театра выполнено в стиле венского «барокко», который был основным в европейском искусстве с конца XVI и до середины XVIII века. Снаружи здание структурно состоит из трёх этажей (схематически это изображено на рисунке справа). Первый (цокольный) и второй этажи, скромно украшенные только колоннами тосканского ордера в лоджиях, образуют одно целое и выглядят грузно и фундаментально, придавая зданию вид статичности, устойчивости «на века». Третий этаж — более лёгкий, ажурный, с утончённой обработкой деталей с арочными лоджиями, колоннами и пилястрами ионического ордера — скрадывает тяжесть нижних этажей и создаёт иллюзию воздушности. Добавочные эффекты вносят изящный портик и куполообразная крыша. В итоге здание как бы «парит» над землёй.
Над фасадом возвышается скульптурная группа, изображающая одну из муз — покровительницу искусства Мельпомену. Она сидит в колеснице, запряжённой четырьмя разъярёнными пантерами, которые покорены ею. Чуть ниже расположены скульптурные группы, также на сюжеты из древней мифологии. Слева — Орфей играет на кифаре для кентавра; справа — Терпсихора (сестра Мельпомены и муза танца) танцует с девочкой.
На фронтоне портика римскими цифрами указаны несколько дат:
- первая строка — даты начала и окончания постройки театра (1884—1887);
- вторая строка — фраза «театр горел», относящаяся к пожару 1925 года; затем год 1967 и слово «реконструкция», говорящее о реставрации театра в указанном году.

Внизу, около центрального входа, на высоких постаментах установлены две скульптурные группы, олицетворяющие Комедию и Трагедию: слева — фрагмент трагедии Еврипида «Ипполит», справа — эпизод из комедии Аристофана «Птицы».

По фронтону здания, в круглых нишах верхнего этажа, установлены бюсты гениальных творцов русской литературы и музыки: Пушкина, Глинки, Грибоедова, Гоголя. Над скульптурами работали Ф. Нетали и Ф. Фридль, лепные работы выполнил Л. Стрикциус под руководством Ф. Этеля.

### Интерьер

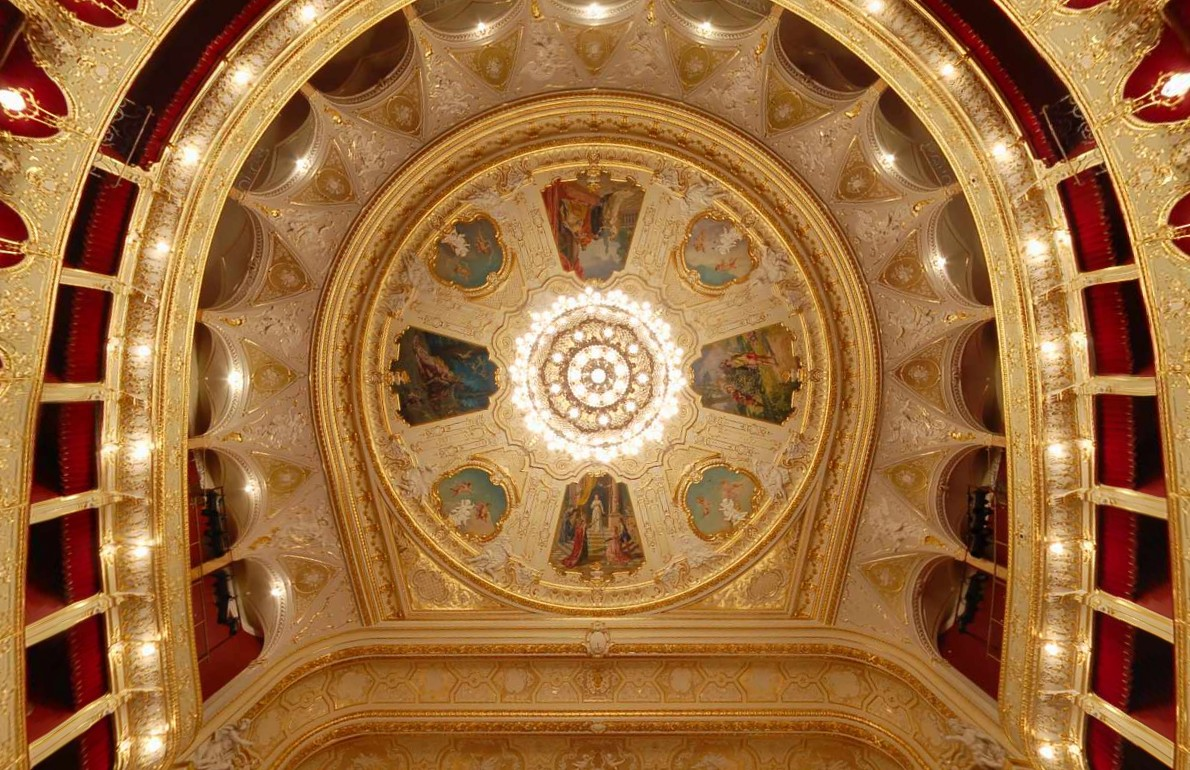
Потолок зрительного зала

Внутреннее убранство театра празднично и нарядно. Архитектура зрительного зала, рассчитанного на 1664 места, выдержана в стиле позднего французского «рококо». Он роскошно украшен различными лепными орнаментами с тонкой позолотой. Плафон потолка украшают четыре картины художника Генриха Лефлера в виде медальонов. На них изображены сцены из произведений Шекспира: «Гамлет», «Сон в летнюю ночь», «Зимняя сказка» и «Как вам это понравится». В центре потолка — большая хрустальная люстра. В зале много разнообразных лепных украшений (с особым изяществом выполнена лепка в ярусах, боковых вестибюлях и вдоль лестниц, ведущих к ложам), светильников, канделябров и орнаментов бронзовых инкрустаций мебели. Центральный занавес сделан по эскизу известного театрального художника Александра Головина.
В зрительном зале зрители располагаются в партере, ложах бенуара, бельэтажа, 1-го и 2-го ярусов и на галёрке. Среди лож выделяется «царская» ложа — в центре бельэтажа прямо напротив сцены. В первом ряду она имеет 12 кресел.

### Оборудование
Площадь сцены 500 м², арьерсцены — 200 м², ширина портала 15 м, высота — 12 м. Полы из мраморной крошки особого рисунка для каждого этажа. Для освещения здания впервые в Одессе было применено электричество. Уникальная акустика подковообразного зала позволяет доносить даже шёпот со сцены в любой уголок зала. При модернизации 2007 года установлено новое осветительное оборудование.

Перед авансценой находится оркестровая яма.

### Реставрации
Чтобы остановить осадку здания, вызвавшую образование трещин в несущих конструкциях сооружения, в 1955—1956 годах были выполнены работы по укреплению основания театра путём его силикатизации жидким стеклом (заливки раствора через шурфы в основание фундамента — было залито порядка 6 млн литров).

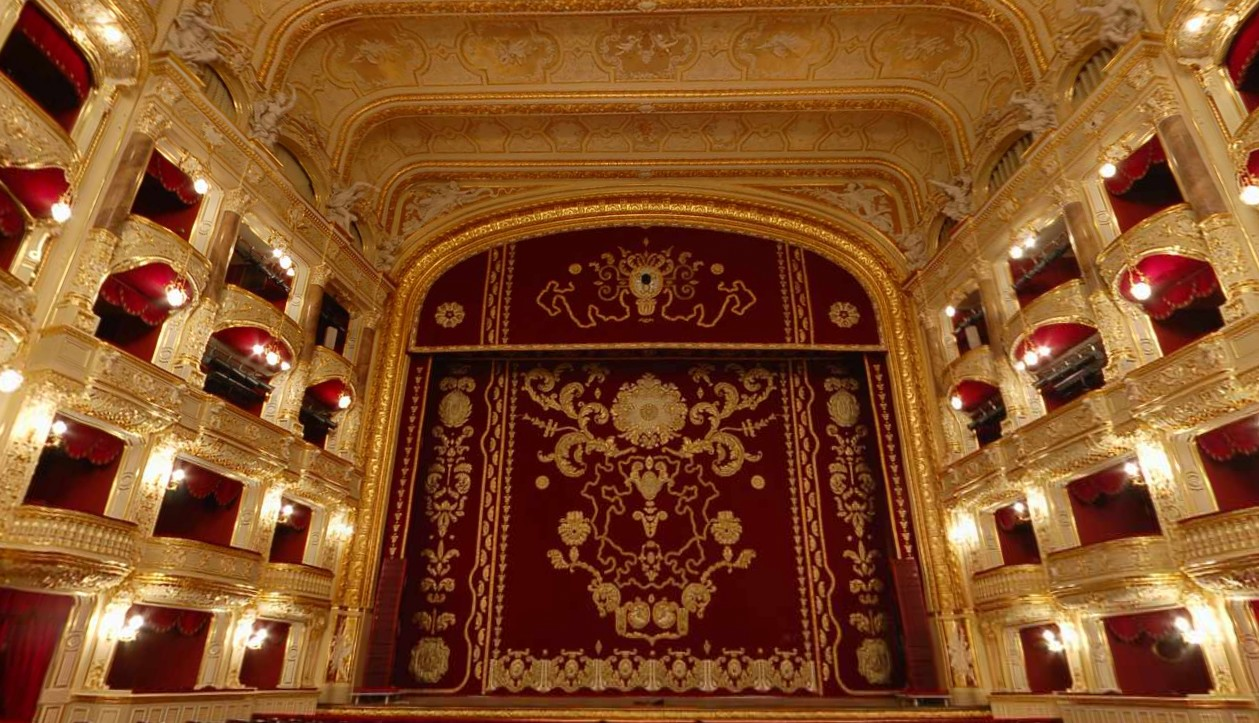
Зрительный зал

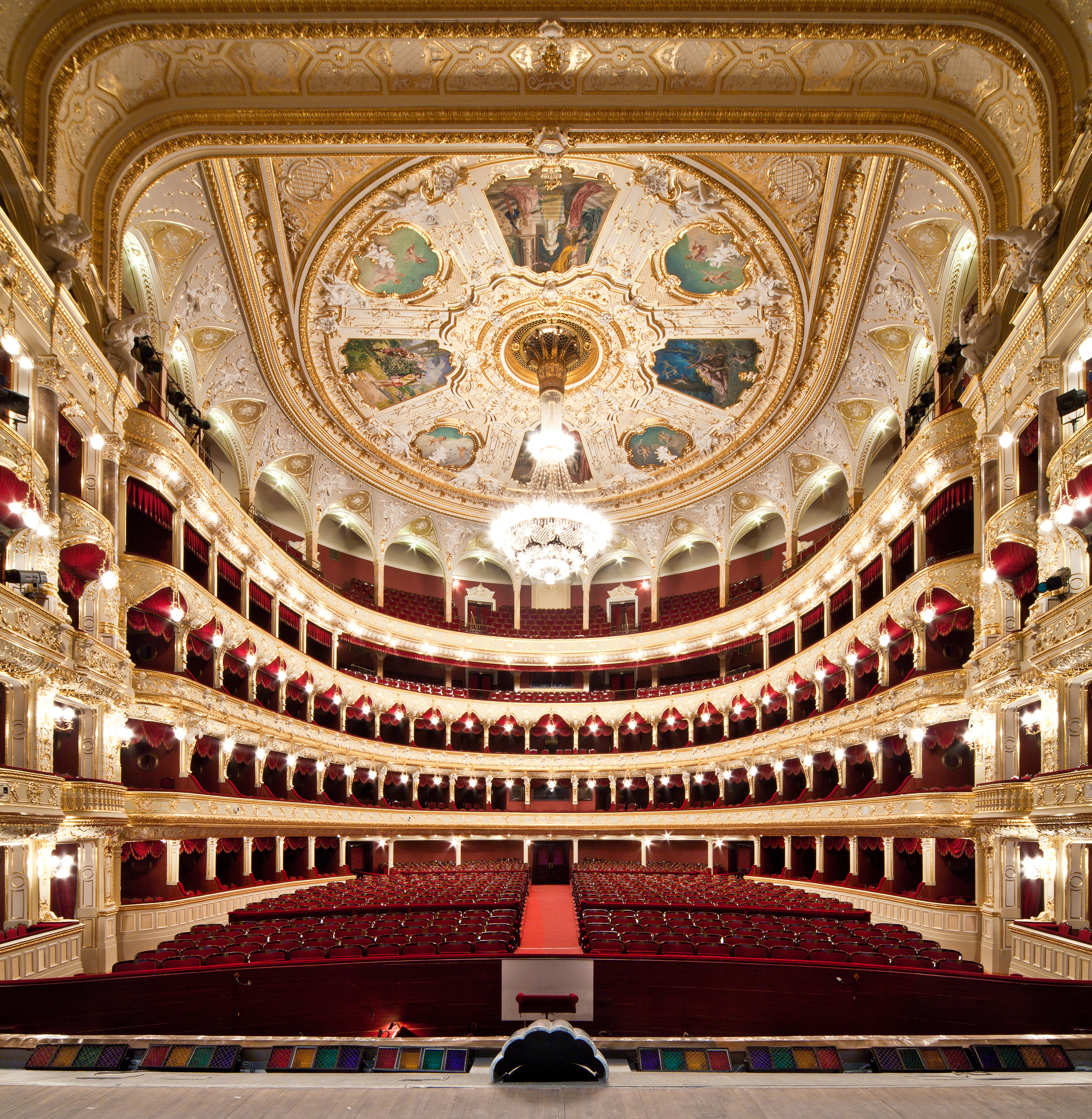
Вид на зрительный зал со сцены

В 1965—1967 годах была проведена полная реставрация театра, как снаружи, так и внутри. Всесоюзным правительством было потрачено 4 миллиона рублей и 9 килограммов чистого сусального золота.

Было реконструировано оборудование сцены с использованием последних достижений техники. Механизирован труд работников сцены, установлен электронно-кибернетический регулятор с запрограммированным управлением художественного освещения сцены. Реставрированы художественные и лепные украшения, скульптура, заново наложена позолота, восстановлены полы, двери, мебель. Воссоздан занавес первоначального рисунка. Работы выполнялись украинскими специальными научно-реставрационными производственными мастерскими, Главчерноморстроем, позолотчиками из Москвы, скульпторами из Ленинграда, краснодеревщиками из Одессы. Однако эти меры помогли лишь на очень короткий промежуток времени, потому как театр был построен на месте, где основная подлегающая порода — осадочного происхождения, и процесс разрушения здания продолжался.
К середине 1990-х годов здание пришло в катастрофическое состояние, и в 1996 году было принято решение о проведении капитальной реставрации. Кабинет министров Украины признал состояние театра катастрофическим и выделил средства для реставрации. Окончание работ вначале планировалось на 1999 год, а затем неоднократно переносилось из-за недостатка средств. Во время реставрации спектакли проводились на сценах музыкально-драматического театра имени В. Василько и Театра музыкальной комедии имени М. Водяного.
Осенью 2007 года завершилась продолжительная реставрация, в ходе которой был укреплён фундамент (при помощи 1800 свай), выполнена комплексная модернизация технических систем театра (установлены самые современные системы кондиционирования, пожарной сигнализации и энергообеспечения, внутренней мобильной связи, охраны, видеонаблюдения), была произведена полная реставрация фасада и внутренних помещений (на оформление театра пошло примерно 7,5 кг сусального золота), установлен новый занавес. Также была реконструирована и благоустроена театральная площадь, восстановлены зелёные насаждения. После реставрации театр был торжественно открыт 22 сентября 2007 года
.
Стоимость реконструкции по смете Кабинета министров Украины составила 197 миллионов гривен (в ценах 2004 года, в том числе строительно-монтажные работы — 126 млн гривен). Также в смете указаны технические данные театра после реконструкции: количество мест — 1636, площадь земельного участка под зданием и прилегающей территории — 2,96 гектара, площадь застройки — 0,54 гектара, общая кубатура — 102757,7 м³, общая площадь — 8123,6 м².
На благотворительные средства был приобретён уникальный музыкальный инструмент — английский рожок стоимостью 59 тысяч гривен (около 12 тысяч долларов США).

## Творческая жизнь
Театр интересен не только своей архитектурой, но и богатой творческой биографией. Театру принадлежит большая заслуга в развитии музыкальной культуры на Украине. Выступали артисты, чьи имена прославили отечественное искусство. Здесь пели великие Фёдор Шаляпин, Саломея Крушельницкая, Н. Н. Фигнер и М. И. Фигнер, Антонина Нежданова, Леонид Собинов, Джузеппе Ансельми, Титта Руффо, Маттиа Баттистини, Л. Джеральдони, Михаил Гришко, Арнольд Азрикан, танцевали: первая балерина мира — Анна Павлова, Айседора Дункан, Екатерина Гельцер, Елизавета Никольская.

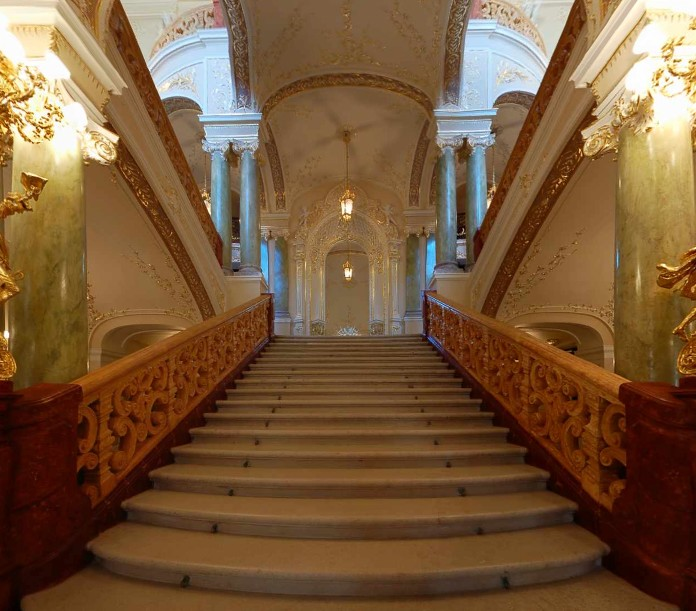
Парадная лестница

Спектаклями и симфоническими концертами дирижировали П. И. Чайковский, Н. А. Римский-Корсаков, С. В. Рахманинов, А. Г. Рубинштейн, Э. Ф. Направник, А. С. Аренский, А. К. Глазунов, исполняли свои произведения Эжен Изаи, Пабло Сарасате и другие. В 1894—1937 годах музыкальный руководитель театра — народный артист Украинской ССР И. В. Прибик.
Во все времена театр осваивал постановки всё новых и новых спектаклей. За всё время существования труппой театра были поставлены десятки опер и балетов. Впервые поставлены оперы «Разлом» Фемилиди (1929), «Захар Беркут» («Золотой обруч») Лятошинского (1930), «В плену у яблонь» Чишко (1931), «Дела небесные» (1931), «Сотник» (1939) Вериковского, «Трагедийная ночь» Данькевича (1935), «Семья» («Искатели счастья») Ходжа-Эйнатова (1940). Достаточно продолжительное время выпуск новых спектаклей был приостановлен ввиду реставрации и связанных с ней технических сложностей.
Также в Одесском оперном театре проходят различные симфонические концерты, в том числе органные, так как театр обладает лучшими в городе акустическими данными и встроенным органом.
При театре работает детская хореографическая школа (директор Литвиненко Анатолий Николаевич). Ученики школы постоянно принимают участие в различных украинских и международных балетных конкурсах.
В творческом сотрудничестве с театром работают детские хоры: «Жемчужины Одессы» (художественный руководитель Л. Гарбуз) и «Зёрнышки» (художественный руководитель А. Гарбуз). Юные исполнители принимают участие в спектаклях театра, в частности в постановке «Белоснежка и семь гномов».
В 2001 году академик В. С. Максименко опубликовал монографию на русском языке «Храм и вечный музей искусства: Страницы двухсотлетней истории культуры Одессы на фоне Городского театра» об истории театра.

### История
Изначально театр не имел постоянной труппы. Для постановок приглашались известные российские и иностранные артисты: в 1836 году московский танцор К. Ф. Богданов с дочерьми (балеты «Сильфида», «Пахита»), в 1853 году балерина Е. И. Андреянова с группой артистов Большого театра (балеты «Своенравная жена», «Катарина или Дочь разбойника», «Эсмеральда» и другие), в 1889 году итальянские артисты во главе с прима-балериной А. Белла (балеты «Сильвия», «Эксцельсиор», «Брама» — балетмейстер Д. Саракко).
В Западной Европе не было ни одной знаменитой певицы или певца, которые не пели бы в Одесском оперном театре.
Организаторами оперных сезонов были антрепренёры. Первым антрепренёром Одесского городского театра был И. И. Черепенников. Театр был отдан ему безвозмездно на два года с условием проволить оперные спектакли. Черепенников пригласил в Одессу итальянскую труппу.
Второй антрепренёр, Иосиф Яковлевич Сетгофер, также пригласил итальянских певцов: Дамерини, Прево, Боронат, Арамбуро, Броджи, а также знаменитую балерину В. Цукки.
С 1891 года антрепризу в театре держал артист Императорских театров И. Н. Греков. Одним из первых он решил дать в Одессе русскую оперу. В сезоне 1892—1893 годов включили оперу «Демон» и начали готовить «Пиковую даму». Постановка «Пиковой дамы» совпала с приездом П. И. Чайковского в Одессу. Находясь в зале театра, Чайковский делал замечания, давал советы исполнителям главных партий, а также дирижёру Н. Б. Эммануэлю, готовившему премьеру оперы, которая прошла с большим успехом. В 1893 году Чайковский рекомендовал И. В. Прибика, и в следующем году дирижёр был принят по конкурсу в качестве главного дирижёра одесского Городского театра. И. В. Прибик сорок три года бессменно был главным, почётным дирижёром одесского Городского театра. Он в числе первых в стране получил звание заслуженного, а затем и народного артиста Украины, героя труда.

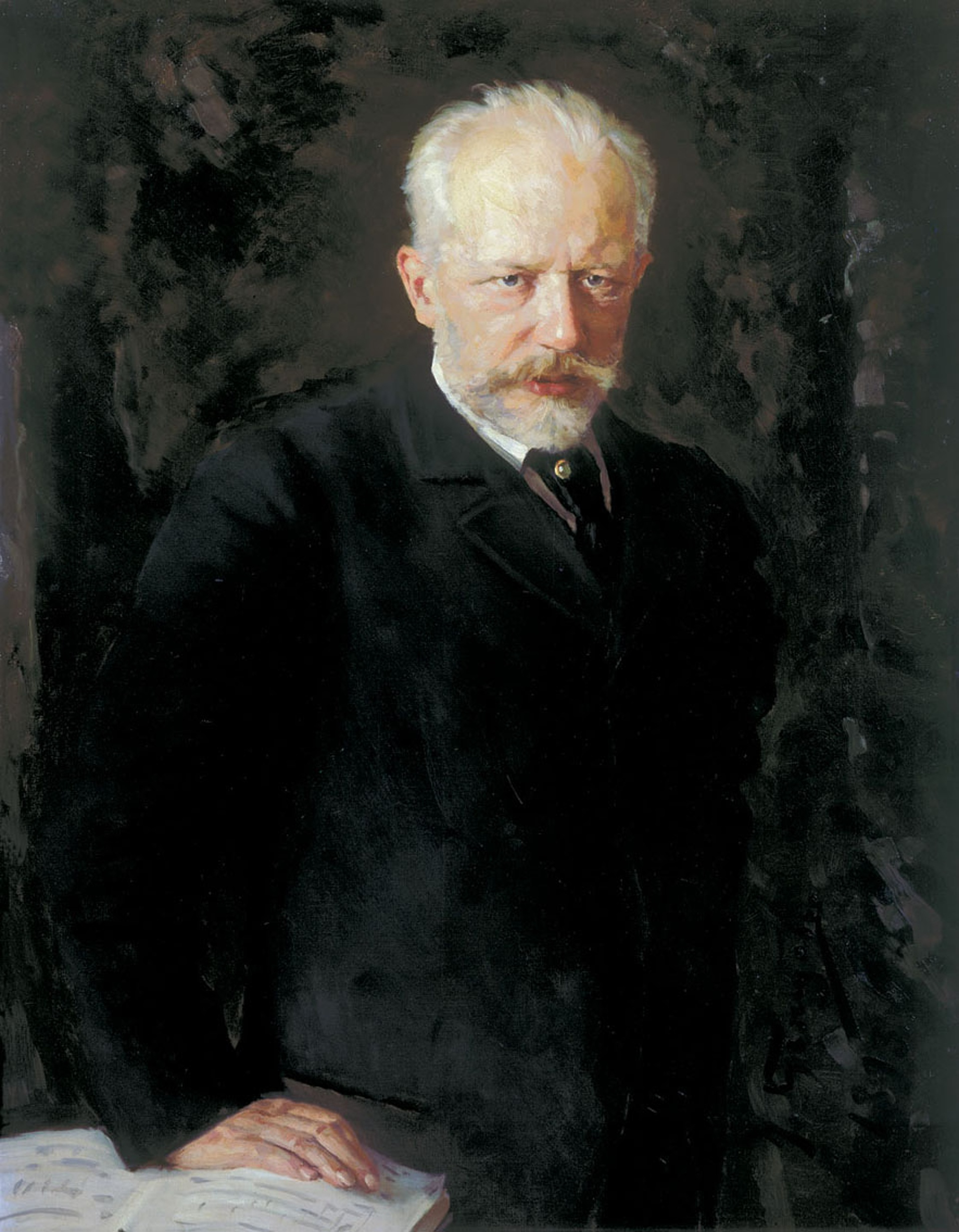
Николай Кузнецов. Портрет П. И. Чайковского, 1893, Третьяковская галерея

Одесский оперный театр стал местом создания художником Николаем Кузнецовым самого известного живописного портрета Чайковского, который долгое время считался единственным дошедшим до нашего времени прижизненным портретом композитора. По одним данным, художник делал наброски во время репетиций «Пиковой дамы», по другой версии, картина была создана прямо во время исполнения оперы.
В сезоне 1899 года в Одессе гастролировали Ф. Шаляпин и Л. Собинов, супруги Фигнер и выдающийся баритон Л. Яковлев.
В конце XIX столетия прошли выступления одесского скрипача А. П. Фидельмана, авторские концерты С. Рахманинова и А. Скрябина, концерты оркестра Берлинского филармонического общества под управлением А. Никиша, гастроли Яна Кубелика и Оскара Недбала. Ряд симфонических концертов прошёл с участием А. К. Глазунова, Ф. М. Блуменфельда и И. В. Прибика.
С 1897 по 1900 годы при антрепренёре А. И. Сибирякове театр пережил пору наивысшего расцвета. На сцене пели Тетрацини, Баттистини, Саммарно, гастролировала драматическая труппа Н. Н. Соловцова.

С 1903 года антрепризу взяла в свои руки известная певица М. Лубковская — в 1905 году она организовала гастроли Титта Руффо. В ряде спектаклей — «Евгений Онегин», «Демон» и др. — вместе с Титта Руффо пели итальянский певец Д. Ансельми и певица Я. Вайда-Королевич.
В 1900-х годах на одесской оперной сцене постановка «Ивана Сусанина», «Князя Игоря», «Царской невесты», «Мазепы» свидетельствует о расцвете русской оперы в Одессе. В 1906—1917 годах арендатором и директором театра был актёр и антрепренёр В. И. Никулин. Яркими артистами одесской оперной сцены в это время были выдающиеся исполнители П. И. Цесевич, А. Л. Каченовский, С. С. Залевский, Л. Я. Липковская, П. Л. Карпова и др.
В 1910-х годах была организована постоянная труппа. Известностью пользовались балетмейстеры Люизинский, Ремиславский, артисты Т. Р. и В. Р. Гамсахурдия, Е. А. Пушкина, В. Каросса. В 1920-х годах при театре были организованы хореографические школы под руководством Е. А. Пушкиной и Р. Ремиславского, выпускники которых играли на сцене театра.
В сезоне 1919—1920 годов в Одесский оперный театр был приглашён режиссёр В. А. Лосский. За короткое время им были осуществлены постановки опер «Хованщина», «Руслан и Людмила», «Аида», «Кармен», «Богема», «Иоланта».
В 1923 году балетный коллектив одесского театра возглавил известный балетмейстер Р. И. Баланотти. Поставленный им балет П. И. Чайковского «Лебединое озеро» (премьера состоялась 7 декабря 1923 года) положил начало истории одесского балета. Дирижировал спектаклем М. Крамер, партии исполняли: Одетта-Одилия — Е. А. Пушкина, принц Зигфрид — П. Павлов и Р. Баланотти, Ротбарт — Смоляр. За период 1923—1925 годов были созданы постановки балетов «Конёк-Горбунок» и «Коппелия». Неординарной постановкой Р. Баланотти и дирижёра Н. А. Гольдмана стал балет «Корсар». Среди заметных балерин того времени можно упомянуть Д. Алидорт.
Очень плодотворным в театре оказался 1930 год, когда балетную труппу возглавил М. Моисеев. Поставленный им балет Б. Яновского «Ференджи» стал очень популярным.
В 1940 году балетный коллектив возглавил Вахтанг Вронский. Его работа над героико-романтическим балетом К. Ф. Данькевича «Лилея» стала значимым событием в балетном искусстве.
В годы Великой Отечественной войны и оккупации Одессы румынскими захватчиками ряд артистов театра сражались в частях Красной армии или выступали с концертами в составе театральных фронтовых бригад. Часть труппы была эвакуирована из Одессы, была объединена с днепропетровским коллективом и работала в Красноярске. Там давались спектакли «Евгений Онегин», «Наталка Полтавка», «Лебединое озеро», «Бахчисарайский фонтан».

#### Театр во время оккупации Одессы

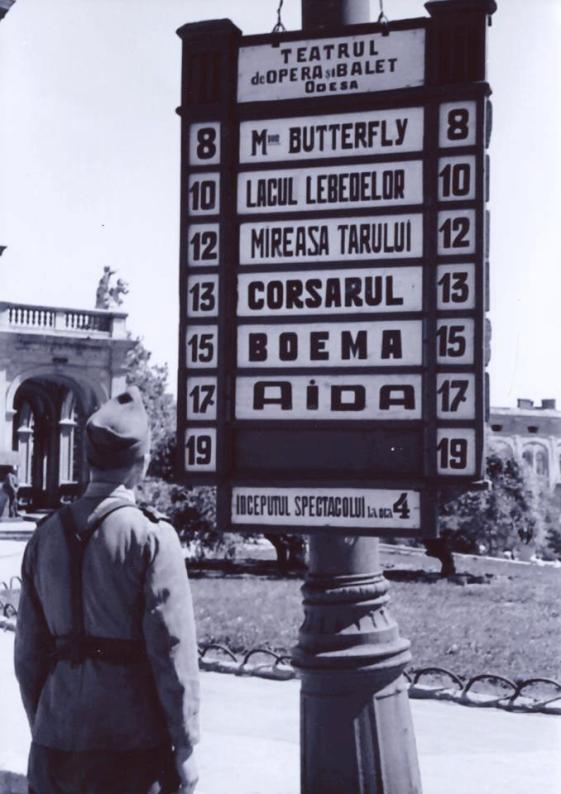
Театральная афиша времён румынской оккупации

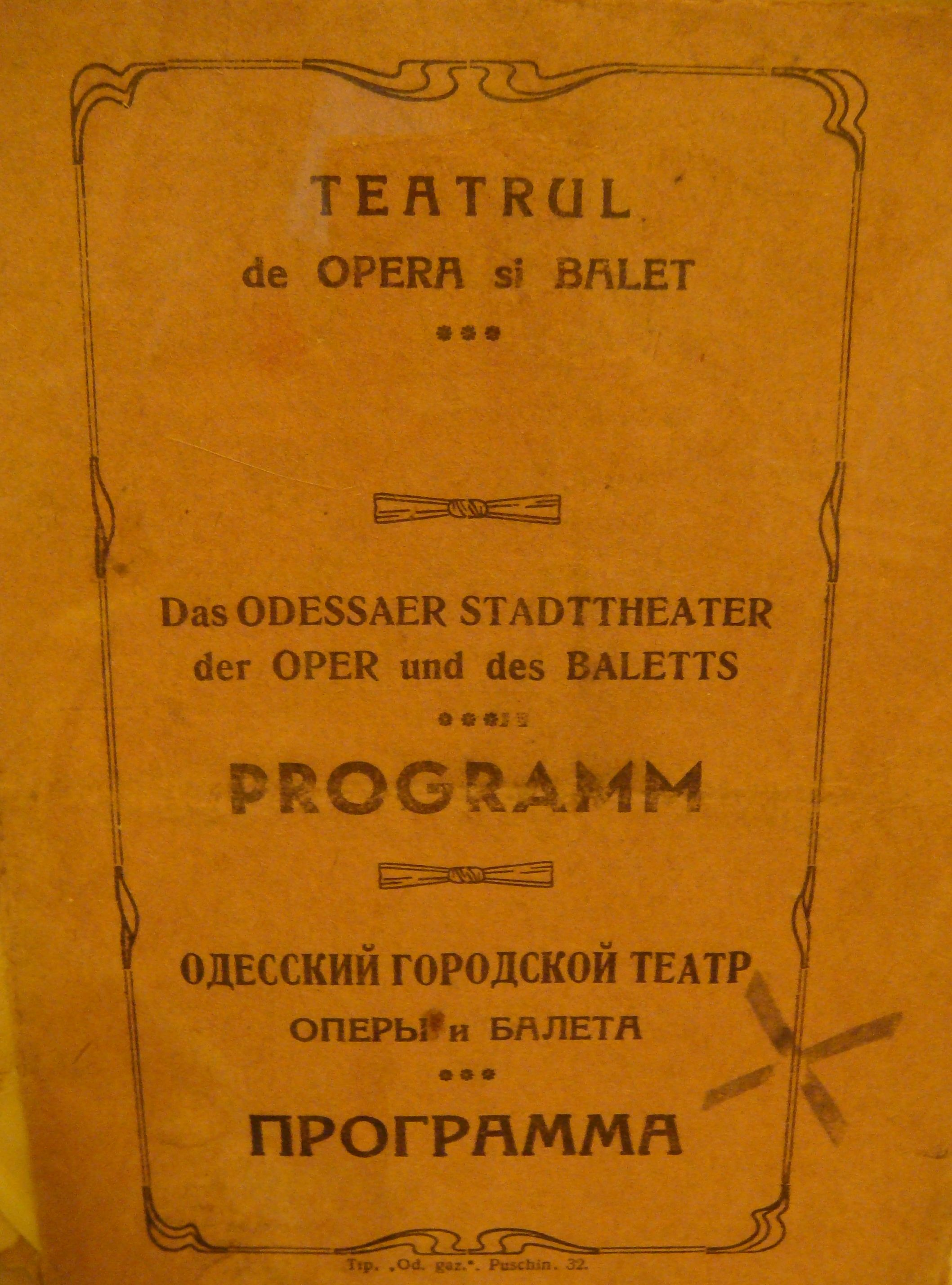
Театральная программа времён оккупации Одессы. Экспонат одесского краеведческого музея

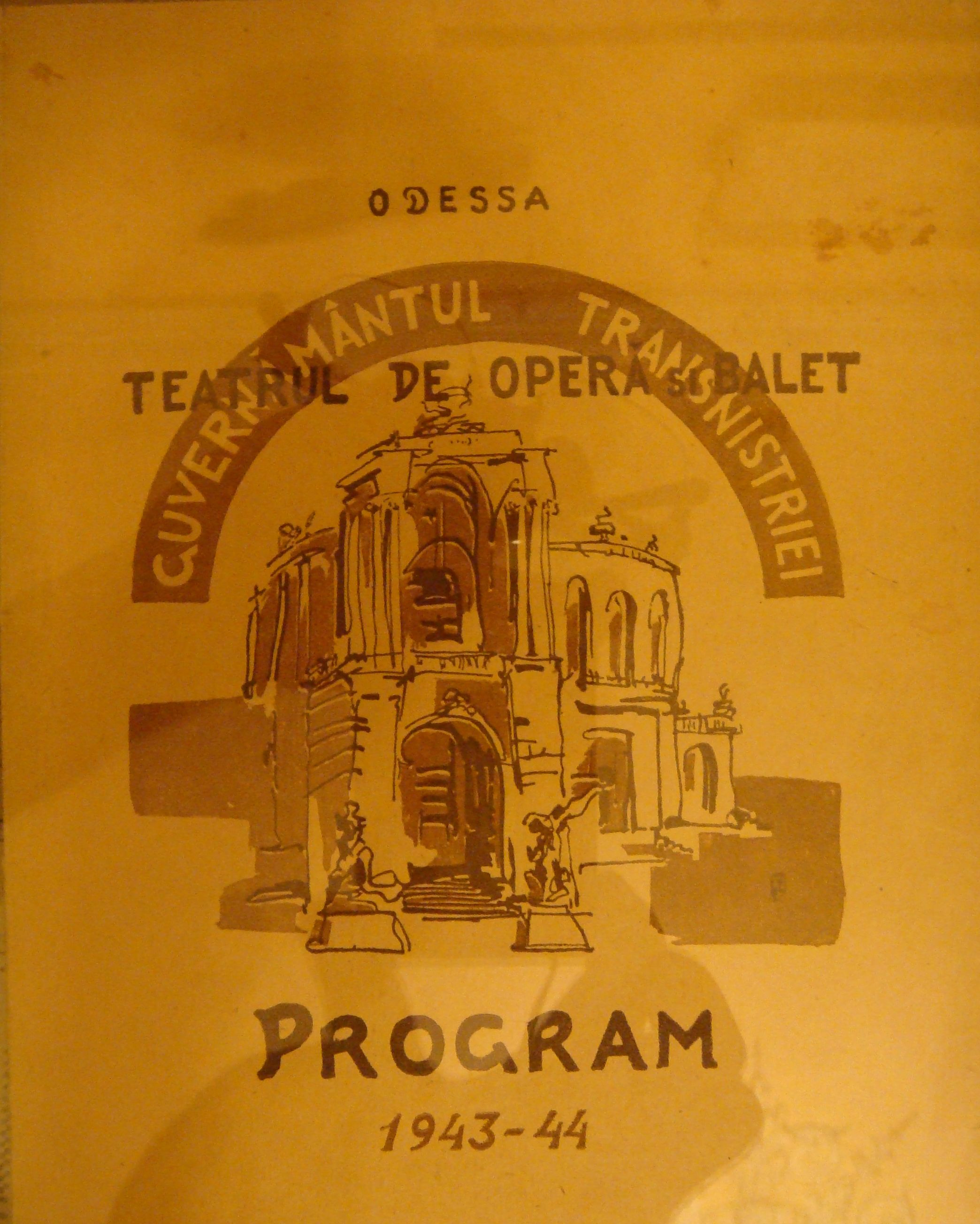
Театральная программа сезона 1943—1944 гг. Экспонат одесского краеведческого музея

Театральная жизнь Одессы периода оккупации была насыщенной. Оставшиеся в городе артисты оперы продолжили работать в театре. К ним присоединились артисты, которые, по разным причинам, в своё время вынуждены были бежать из советской страны. В труппе насчитывалось около ста артистов. Все декорации, инвентарь и театральные костюмы остались прежними — эвакуировать их не успели. Директором театра был назначен тенор Селявин. Решение возобновить работу театра было принято на общем собрании труппы. 13 декабря 1941 года Одесский оперный театр возобновил работу. Первой постановкой с начала войны стала опера «Евгений Онегин». Зал на премьере был переполнен.
Хотя румынская администрация избегала откровенных пропагандистских постановок, но в репертуар в обязательном порядке должны были быть включены два-три произведения немецких авторов, два—три румынских, оставшееся место отводилось мировой и русской национальной классике. В это время в театре шли спектакли «Сон в зимнюю ночь» Т. Мушатеску, балет «Свадьба в Карпатах» П. Константинеску, «То́ска», «Фауст», «Спящая красавица», «Кармен», «Паяцы», «Травиата», «Риголетто», «Корсар», «Аида». Из русских произведений шли «Евгений Онегин», «Борис Годунов», «Лебединое озеро». В театре проходило по несколько представлений в день, как правило, в тринадцать и шестнадцать часов. Зрителями спектаклей оккупационные власти, румынские и немецкие военнослужащие, но прежде всего — одесская публика. Билеты в театр были не очень дорогими — например, билет на галёрку в переводе на деньги независимой Украины стоил от пяти до десяти гривен (в ценах 2007 года).
Труппа Оперного театра выезжала в этот период и на гастроли. Так, в конце июня 1942 года, за выступления на передовой перед частями румынской армии артисты театра получили от городского головы Одессы Г. Пынти денежную премию в размере двух месячных окладов.

#### Послевоенная история
После освобождения Одессы от немецко-фашистских захватчиков в 1944 году оперный театр продолжил свою работу. С 1944 по 1964 год художественное руководство в театре осуществлял главный дирижёр, народный артист УССР Н. Д. Покровский. Балетмейстерами театра были В. Вронский и Д. Алидорт (1944—1954), С. А. Павлов и З. А. Васильева (1954—1958), Н. Трегубов (1958—1970). В послевоенное время были поставлены как классические, так и новые спектакли: «Севастопольцы» М. Коваля, ставили оперы К. Данькевича «Богдан Хмельницкий» и «Назар Стодоля» (режиссёр Я. А. Милешко, художник П. А. Злочевский, дирижёр Н. Д. Покровский); опера Ю. Мейтуса «Дочь ветра» (постановщик Я. А. Вощак), «Июльское воскресенье» В. Рубина (постановщик Б. Е. Грузин), опера-балет В. Губаренко «Вий» и «Семён Котко» С. Прокофьева (постановщик Г. Проваторов), «Ромео и Джульетта» (балетмейстер М. Лавровский, дирижёр Г. Проваторов); балет «Золушка» (балетмейстер О. Виноградов, художник В. Левенталь), «Вальсы» и «Подпоручик Киже» (постановка О. Тарасовой и А. Лапаури, дирижёр Г. Проваторова, художник Б. Мессерера).

С 1958 по 1960 год в театре служила известная балерина, народная артистка СССР Светлана Адырхаева.

В начале 1970-х годов балетный коллектив театра возглавил балетмейстер И. Чернышёв.
В 1970-е — 1980-е годы главный дирижёр театра Б. И. Афанасьев поставил «Хованщину» М. Мусоргского, «Богему» Джакомо Пуччини, монооперу В. Губаренко «Письма любви» и «Алеко» С. Рахманинова.

### Современное состояние
В театре большая оперная труппа.
Балетная труппа театра состоит из более чем 100 человек. Среди них выделяются заслуженные артисты Украины Сергей Доценко и Елена Добрянская, а также Александра и Ольга Воробьёвы.
Артисты балета гастролировали в Канаде, Японии, Вьетнаме, Шри-Ланке, Китае, Венгрии, Болгарии, Финляндии, Южной Корее, Италии, Испании, Португалии — с Майей Плисецкой, Индонезии, Швейцарии, Швеции, Бельгии, Нидерландах и других странах.
В 2007 году труппа театра принимала участие в фестивале «Оперные дни Курессааре» (Эстония).

#### Репертуар
В репертуаре оперы «Кармен», «Травиата», «Трубадур», «Аида», «Риголетто», «Бал-Маскарад», «Навуходоносор», «Тоска», «Севильский Цирюльник», «Запорожец за Дунаем», «Богема», «Чио-Чио-Сан», «Сельская Честь», «Паяцы», «Лючия ди Ламмермур», «Любовный Напиток», «Орфей и Эвридика», «Искатели Жемчуга», «Катерина»;
Балеты «Дон Кихот», «Жизель», «Шопениана», «Пахита», «Тайна Венского Леса», «Судьбы», «Баядерка», «Белоснежка», «Болеро», «Вальпургиева Ночь»;
А также, сценическая кантата «Carmina Burana» .
Среди самых известных и удачных постановок театра можно назвать следующие спектакли: «Кармен», «Травиата», «Трубадур», «Риголетто», «Запорожец за Дунаем», «Чио-Чио-Сан», «Жизель». На этих спектаклях зал обычно полон.

## Высказывания о театре
После своего первого визита в театр Фёдор Шаляпин написал жене: «… Был в театре и пришёл в дикий восторг от красоты театра. Я никогда в жизни не видел ничего красивее».
Осенью 1992 года, после своего первого выступления в одесском оперном Елена Образцова сказала:
«Ваш театр — жемчужина. Я пела практически на всех сценах мира, и я отдаю предпочтение Вашему театру даже перед венской оперой, сооружённой по проекту тех же архитекторов».

### В литературе

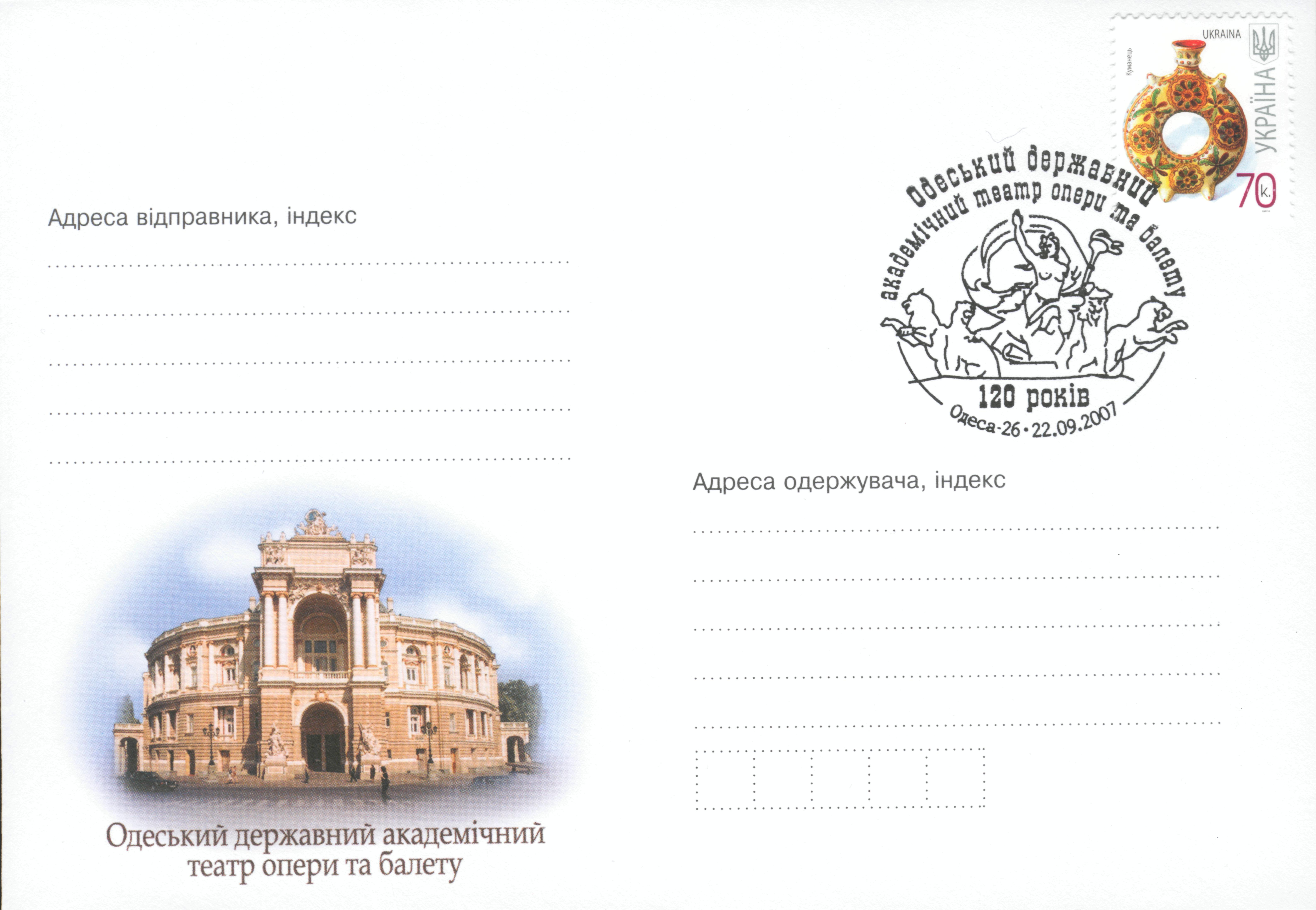
Почтовый конверт к 120-летию театра со спецгашением. 2007

Александр Сергеевич Пушкин написал стихотворные строчки об Одесском оперном.
«Но уж темнеет вечер синий,

Пора нам в оперу скорей:

Там упоительный Россини,

Европы баловень — Орфей…»

«…А только ль там очарований?

А разыскательный лорнет?

А закулисные свиданья?

A prima donna? а балет?…»

«…Но поздно. Тихо спит Одесса;

И бездыханна и тепла

Немая ночь. Луна взошла,

Прозрачно-лёгкая завеса

Объемлет небо. Всё молчит;

Лишь море Чёрное шумит…

--------------------------------
Итак, я жил тогда в Одессе…»

## Сувениры
22 сентября 2007 года почта Украины провела спецгашение конвертов, посвящённых 120-летию театра. Национальный банк Украины, продолжая серию «Памятники архитектуры Украины», ввёл в обращение 25 июля 2007 года юбилейные монеты «120 лет Одесскому государственному академическому театру оперы и балета» номиналами 10 и 5 гривен. На аверсе монеты номиналом 10 гривен изображён интерьер зала для зрителей. На аверсе монеты номиналом 5 гривен изображена сцена из балета. На реверсе обеих монет изображено здание театра, под которым размещена надпись: «120 лет». По кругу монеты — «Одесский национальный академический театр оперы и балета». Обе надписи набраны прописными буквами.

Художники монет: Владимир Таран, Сергей Харук, Александр Харук и Владимир Атаманчук; скульпторы: Святослав Иваненко, Владимир Демьяненко и Владимир Атаманчук.

## Расположение и окрестности театра
Фасад здания театра смотрит на перекрёсток улиц Ланжероновской и Ришельевской (Театральную площадь), тыльная сторона театра выходит на переулок Чайковского (официальный адрес: переулок Чайковского, 1). Если стоять лицом к фасаду, то слева за жилым зданием находится исторический сквер Пале—Рояль. Справа — лужайка с музыкальным фонтаном и здание Музея морского флота Украины.

## Награды
- Почётная грамота Президиума Верховного Совета РСФСР (5 июня 1969 года) — за большой вклад в развитие и укрепление взаимосвязей братских национальных культур и активное участие в проведении Декады украинской литературы и искусства в РСФСР[31].